# Ромен Гари
Ромен Гари (на френски: Romain Gary, псевдоним на Роман Кацев) е френски писател от руско-еврейски произход, литературен мистификатор, кинорежисьор, военен и дипломат. Той е единственият двукратен лауреат на престижната литературна награда „Гонкур“: веднъж 1956 г. под вече утвърдения си псевдоним Ромен Гари и втори път, през 1975 г., като Емил Ажар (Émile Ajar).

## Биография
Роман Кацев е роден на 8 май 1914 г. в град Вилно, на територията на Руската империя (по-късно Вилнюс, Литва). Майката на бъдещия писател е провинциалната актриса Нина Овчинская. Тя имигрира с него във Варшава, когато момчето е на три години. Бащата на Ромен, Арье-Лейб Кацев, напуска семейството през 1925 г. и се жени повторно. За свои истински баща Ромен счита Иван Мосжухин, звезда на руското нямо кино. През 1928 г. майката и синът се установяват във Франция, в Ница. Ромен изучава право в Екс ан Прованс и в Париж. През 1938 служи в авиацията, присъединява се към Свободна Франция през 1940 г. и служи в Свободните въздушни сили на Франция. Воюва като пилот в Европа и Африка. Налага се да емигрира във Великобритания и постъпва във френската войска, във формирование на Шарл дьо Гол. След войната се връща във Франция и е поканен на служба като дипломат и търговски аташе. Първото му дипломатическо назначение е в България, пребивава в Румъния, Швейцария, САЩ, Боливия. От 1957 г. до 1961 г. е главен консул в Лос Анжелис.
Отношенията на Гари с майка му са описани в романа La Promesse de l'aube („Обещанието на зората“) (1960). Майката е мечтала синът ѝ да стане посланик, кавалер на ордена на Почетния легион, велик актьор в драмите на Хенрик Ибсен и Габриеле д'Анунцио, да се облича по модата в Лондон. Нейните мечти в голяма степен се сбъдват – Гари става генерален консул на Франция, кавалер на ордена на Почетния легион, движи се във висшето общество, бил е елегантен денди и литературна знаменитост. През 1945 г. публикува първия си роман „Европейско възпитание“. Ромен Гари бързо става един най-популярните писатели във Франция. През 1956 г. за романа си „Корените на небето“ получава наградата „Гонкур“.
Ромен Гари има вкус към мистификацията и литературните псевдоними. Той подписва романите си с различни псевдоними, като основните са Ромен Гари и Емил Ажар, обяснявайки фамилиите с игра на думи с руските думи „гори“ и „жарава“. Той издава и криминалния политически роман Les Têtes de Stéphanie („Главите на Стефани“) под псевдонима Сатан Богат (Shatan Bogat) и сатиричната алегория L'Homme à la colombe („Човекът с гълъба“) под името Фоско Синибалди (Fosco Sinibaldi, първите букви заместват „Гар“ в Гарибалди).
След като през 1974 г. прави сензация с първия си роман под името Емил Ажар, „Голям гальовник“, френската литературна критика прави множество предположения кой стои зад псевдонима, като първоначалните „заподозрени“ са Луи Арагон и Реймон Кьоно. По-късно започват да се лансират предположения, че Ажар е Ромен Гари, но Гари категорично ги отхвърля. Така с присъдената му през 1975 година награда „Гонкур“ за романа „Животът пред теб“, Гари става единственият писател, двукратен носител на наградата, която иначе по регламент се присъжда само веднъж в живота.
Съпруг е на писателката Лесли Бланш и на американската актриса Джийн Сибърг, с които се развежда. Година след развода с последната (през септември 1979 г.) прави опит за самоубийство с барбитурати. Депресиран поради напредналата възраст, Ромен Гари се застрелва с куршум в устата на 2 декември 1980 г. Истината за литературното му превъплъщение излиза наяве около половин година след смъртта на Гари, на 30 юни 1981 г., когато синът и издателят му решават да публикуват предсмъртната му изповед „Животът и смъртта на Емил Ажар“ (Vie et mort d'Émile Ajar), написана на 21 март 1979 г. Той пише: „Всичко може да се обясни с депресия. Но в моя случай, трябва да се има предвид, че тя продължава, откакто съм възрастен човек, и именно тя ми помогна да стана известен писател“ и „Добре се позабавлявах. Благодаря и сбогом!…“
Някои негови книги са екранизирани: „Clair de femme“ (Сияние на жена) (1979), „La vie devant soi“ (Животът пред теб) (1977) и La Promesse de l'aube (2017).

### Под името си Роман Кацев
- Le vin des morts (1937)
Виното на мъртвите (в българския превод под името на Ромен Гари), ИК „Леге-Артис“, 2017, ISBN 9789548311861

### Под псевдонима Ромен Гари
- Éducation européenne (1945)
Европейско възпитание, ИК „ЕА“, Плевен, 1994, ISBN 954-450-025-1
- Tulipe (1946)
- Le Grand Vestiaire (1949)
Големият дрешник, ИК „Весела Люцканова“, 2006
- Les Couleurs du jour (1952)
- Les Racines du ciel (1956)
Корените на небето, ИК „Весела Люцканова“, 2000, ISBN 954-8453-47-9
- La Promesse de l'aube (1960)
Обещанието на зората, ИК „Весела Люцканова“, 1999, ISBN 954-8453-32-0
Обещанието на зората, „Леге Артис“, 2014, ISBN 978-954-8311-59-5
- Johnie Cœur (1961)
- Gloire à nos illustres pionniers (1962, nouvelles)
- Lady L. (1963)
Лейди Л., „Леге Артис“, 2010, ISBN 978-954-9933-03-8
- The Ski Bum (1965)
- Pour Sganarelle (Frère Océan 1) (1965, essai)
- Les Mangeurs d'étoiles (La Comédie américaine 1) (1966)
- La Danse de Gengis Cohn (Frère Océan 2) (1967)
Танцът на Чингис Коен, ИК „Леге Артис“, 2019, ISBN 9786197516043
- La Tête coupable (Frère Océan 3) (1968) (Виновната глава)
- Adieu Gary Cooper (La Comédie américaine 2) (1969)
Сбогом, Гари Купър, ИК „Весела Люцканова“, 2001, ISBN 954-8453-77-0
- Chien blanc (1970)
- Les Trésors de la Mer Rouge (1971)
- Europa (1972)
Европа, ИК „Панорама Плюс“, 2008, ISBN 978-954-8598-15-6
- Les Enchanteurs (1973)
Чародеите, ИК „Леге Артис“, 2016, ISBN 9789548311748
- La nuit sera calme (1974, entretien fictif)
Нощта ще бъде спокойна, ИК „Весела Люцканова“, 1996
- Les oiseaux vont mourir au Pérou. Gloire à nos illustres pionniers (1975) – разкази
Птиците идват да умрат в Перу, изд. „Леге Артис“, 2010,
- Au-delà de cette limite votre ticket n'est plus valable (1975) – Отвъд тази граница вашият билет е невалиден
Отвъд тази граница билетът ти е невалиден, ИК „Ведрина“, 1996, ISBN 954-404-080-3
Нататък билетът не важи, ИК „Фама“, 2006, ISBN 9545972289
- Clair de femme (1977)
Сияние на жена, „Леге Артис“, 2004, ISBN 954-9933-41-5
Сияние на жена, „Леге Артис“, 2014, ISBN 978-954-8311-54-0
- Charge d'âme (1977)
Зарядът на душата, „Леге Артис“, 2014, ISBN 978-954-8311-48-9
- La Bonne Moitié (1979)
- Les Clowns lyriques (1979)
Лиричните клоуни, „Леге Артис“, 2014, ISBN 978-954-8311-53-3
- Les Cerfs-volants (1980)
Хвърчилата, ИК „Весела Люцканова“, 2000, ISBN 954845355Х
- Vie et mort d'Emile Ajar (1981, посмъртно)
Животът и смъртта на Емил Ажар, „Леге Артис“, 2005, ISBN 954-9933-56-3
- L'Homme à la colombe (1984, окончателна посмъртна версия)
- Le sense de ma vie (2014)
Смисълът на моя живот, „Леге Артис“, 2014, ISBN 978-954-8311-61-8

### Под псевдонима Емил Ажар
- Gros-Câlin (1974)
Голям Гальовник, Издателство „Христо Г. Данов“, 1986, превод: Красимир Мирчев
Голям Гальовник (без цензура), Издателство „Кито“, 2008, ISBN 9789549228311
- La Vie devant soi (1975)
Животът пред теб, Издателство „Христо Г. Данов“, 1986, превод: Красимир Мирчев
Животът пред теб, Издателство „Кито“, 2009, ISBN 9789549228328
- Pseudo (1976)
- L'Angoisse du roi Salomon (1979)
Терзанията на цар Соломон, ИК „Весела Люцканова“, 2006, ISBN 9543110441

### Под псевдонима Фоско Синибалди
- L'Homme à la colombe (1958)

### Под псевдонима Сатан Богат
- Les Têtes de Stéphanie (1974)

### Филми
- Lady L (1965)[1]
- Les oiseaux vont mourir au Pérou (1968)[2]
- Kill (1971)[3]
- La Promesse de l'aube (2017)[4]

### За него
- Nancy Huston, „Tombeau de Romain Gary“ (1997)
Нанси Хюстън, „Надгробен камък за Ромен Гари“, ИК Леге Артис, 2006, ISBN 9549933638
- Myriam Anissimov, „Romain Gary, le caméléon“ (2004)
- Cahier de l'Herne, „Romain Gary“ (2005)
- Carine Marret, „Romain Gary – Promenade à Nice“ (2010)